# Джей Бі Штробель
Джей Бі Штробель (Джеффрі Браян Штробель, англ. Jeffrey Brian "JB" Straubel, 20 грудня 1975) — американський інженер, співзасновник і технічний директор виробника електрокарів Tesla Motors. Також входить до ради директорів компанії SolarCity, читає лекції в Стенфордському університеті.
Штробель безпосередньо відповідає за всі аспекти досліджень, розробки і виробництво всього програмного забезпечення, електроніки і двигунів. Крім того, він відповідає за взаємодію із ключовими постачальниками і технічну експертизу їх комплектуючих. За його участі створювалися всі продукти компанії: Tesla Roadster, Model S, Model X і Tesla Powerwall.

## Біографія
Джей Бі рано проявив цікавість до електротранспорту. Вже у 14 років він ремонтував електровізки для гольфу. В подальшому він отримав профільну освіту електроінженера в Стенфордському університет.
У 2000 році Штробель переобладнав в електрокар Porsche 944 1984 випуску. Він встановив два електромотори і встановив на машину свинцево-кислотний акумулятор вагою 380 кілограм. Тим не менше, машина встановила рекорд серед електромобілів в дрег-рейсінгу на 1/4 милі, проїхавши дистанцію за 17,28 секунди і розігнавшись до 79,4 миль на годину (127,75 км/год).
До переходу в Tesla Motors пропрацював інженером в чотирьох компаніях:
- 1997–1998 — Propulsion Engineer в компанії Rosen Motors;
- 2001–2002 — інженер-енергетик (Power Electronics Engineer) в компанії Pentadyne Power Corporation;
- 2002–2004 — співзасновник і технічний директор аерокосмічної компанії Volacom, що розробляє електричні беспілотники. В подальшому напрацювання перейшли до корпорацій Boeing[8].
- березень 2004 — травень 2005 — провідний інженер (Principal Engineer) компанії Drive Systems.

У травні 2004 року Ілон Маск запросив Штробеля оцінити технічні напрацювання годовалої компанії Tesla Motors, в котру тільки що проінвестував 6,5 мільйонів доларів. Штробель, який колись зацікавив Маска темою електромобілів, після зустрічі з командою засновників — Мартіном Еберхардом і Марком Тарпеннінгом — був принятий до штату на посаду технічного директора з річним окладом в 95 тисяч доларів. Відомо, що на момент IPO автовиробника у червні 2010 року Штробель володів близько 0,5% акцій компанії.
«Я розповів, що розробляю потрібний їм батарейний блок на гроші Ілона прямо за рогом. Ми погодилися об’єднати зусилля і сформували нашу групу відщепенців».
У 2008 році видання MIT Technology Review Массачусетського технологічного інституту включило Штробеля до престижного списку «35 інноваторів до 35 років». Журнал Fortune в 2015 році поставив його на друге місце в своєму рейтингу «40 до 40».